# Симпли Ред
„Симпли Ред“ (на английски: Simply Red) са британска поп група. В музиката на „Симпли Ред“ се усеща влияние от стиловете поп, рок, джаз, реге и соул.
Тъй като съставът на групата многократно е променян, с времето името „Симпли Ред“ се асоциира най-вече с вокалиста Мик Хъкнал.
Групата е сформирана през 1985 г. и приема името „Симпли Ред“ (от английски Simply Red – „просто червено“), което е прякор на Мик Хъкнал, защото е червенокос, с леви политически убеждения и симпатизира на Манчестър Юнайтед.

## Дискография
- Picture Book (1985)
- Men and Women (1987)
- A New Flame (1989)
- Stars (1991)
- Life (1995)
- Greatest Hits (1996)
- Blue (1998)
- Love and the Russian Winter (1999)
- It's Only Love (2000)
- Home (2003)
- Simplified (2005)
- Stay (2007)